# Эш-Шаддада
Эш-Шаддада (араб. الشدادي, курд. Şeddadê) — город, расположенный в южной части провинции Эль-Хасака на северо-востоке Сирии. Является центром нахии Эш-Шаддада, входящей в состав района Эль-Хасака, и включающей в себя 16 муниципалитетов. По данным переписи 2004 года, население города составило 15 806 человек. В ходе гражданской войны в Сирии город был занят войсками Сирийских демократических сил и включён в состав кантона Джазира, Сирийского Курдистана.
Город расположен на берегу реки Хабур в 60 километрах к югу от города Эль-Хасака. Через Эш-Шаддад проходит автодорога, связывающая столицу мухафазы с городом Дайр-эз-Заур и населёнными пунктами в долине Евфрата.

## История

### Гражданская война в Сирии
В ходе гражданской войны в Сирии в феврале 2013 года Эш-Шаддад подвергся атаке со стороны боевиков фронта ан-Нусра и был занят в течение трёх дней. По данным Сирийской обсерватории по правам человека, в ходе битвы погибло более 100 солдат правительственной армии; 40 боевиков фронта ан-Нусра и десятки рабочих нефтяной промышленности города. Позже попал под контроль боевиков Исламского государства и оставался под их контролем до конца 2015 года.
В октябре 2015 года курдские Отряды народной самообороны и многочисленные мелкие арабские группировки организовали альянс, известный как Демократические силы Сирии, куда в частности вошли отряды племени Шаммар. Их лидер, Бандар аль-Хумайди сделал «приоритетной задачей освободить Эль-Хоул и Эш-Шаддад от Исламского государства».
24 ноября стало известно, что боевики Исламского государства эвакуируют свои семьи дальше на юг в восточную сирийскую провинцию Дайр-эз-Заур. После того, как 30 ноября бойцы Сирийских демократических сил захватили плотину Южного Хасака, они продолжили наступление на юг, в направлении города Эш-Шаддад, ставшим последним оплотом Исламского государства в провинции. Впоследствии, лидеры арабских племён, по сообщениям, призвали боевиков Исламского государства уйти из города «мирным путем», для того, чтобы не допустить жертв среди гражданского населения и возможного уничтожения инфраструктуры в Эш-Шаддаде, если разрушительная битва между противостоящими силами произойдёт. Было также сообщено, что Исламское государство начало эвакуацию некоторых подразделений с позиций близ Эш-Шаддада, и что некоторые боевики вывезли свои семьи из города в удерживаемые группировкой территории в провинции Дайр-эз-Заур в рамках подготовки к предстоящему бою.
19 февраля 2016 года, город был взят под контроль курдскими Сирийскими демократическими силами.